# Bulbophyllum placochilum
Bulbophyllum placochilum là một loài phong lan thuộc chi Bulbophyllum.